# Gergesa

Mapa do Israel romano mostrando Gadara e Gérasa

Gergesa, também Gergasa (Γهγεσα em grego bizantino) ou País dos Gergesenos, é um lugar no lado oriental (Colinas de Golã) do Mar da Galiléia, localizado a alguma distância das antigas cidades de Decápolis de Gadara e Gérasa. Hoje, ele é identificado com El-Koursi ou Kursi. É mencionado em alguns manuscritos antigos do Evangelho de Mateus como o lugar onde o Milagre dos Porcos aconteceu, um exorcismo realizado por Jesus que expulsou demônios de dois homens possuídos e em uma manada de porcos. Todos os três Evangelhos Sinópticos mencionam este milagre, mas apenas Mateus escreve sobre dois homens possuídos em vez de apenas um, e apenas alguns manuscritos de seu Evangelho nomeiam o local como Gergesa, enquanto as outras cópias, bem como todas as versões de Lucas e Marcos, mencionam tanto Gadara quanto Gérasa (ver Marcos 5:1–20, Lucas 8:26–39, Mateus 8:28–34).
Alguns são da opinião de que Gergesa era o país dos antigos girgaseus, mas é mais provável que 'Gergesenos' foi introduzido por Orígenes por mera conjectura. Como antes dele, a maioria das cópias parece ter lido "gadarenos", de acordo com as passagens paralelas e a versão siríaca antiga. Em qualquer caso, o "país dos Gergesenos/Gadarenos/Gerasenos" nos Evangelhos do Novo Testamento refere-se a algum local na costa oriental do Mar da Galiléia. O nome é derivado de uma vila à beira do lago, Gergesa, a próxima cidade maior, Gadara, ou da cidade mais conhecida na região, Gérasa.

## Interpretações
Gergesenos significa "aqueles que vêm de peregrinação ou luta".
Muitos manuscritos do Novo Testamento referem-se ao "País dos Gadarenos" ou "Gerasenos" em vez dos Gergesenos. Tanto Gérasa quanto Gadara eram cidades a leste do mar da Galileia e do rio Jordão. Ambas eram cidades gentias cheias de cidadãos que eram culturalmente mais gregos do que semitas; isso explicaria os porcos no relato bíblico. Gérasa e Gadara são contabilizadas em relatos históricos (por escritores como Plínio, o Velho e Josefo) e por pesquisas arqueológicas. Hoje são as cidades modernas de Gérasa e Umm Qais.
Uma terceira cidade, Hipo, era semelhante em caráter a Gadara e Gérasa, e pode se encaixar ainda melhor no relato bíblico. Ele estava localizado na costa do Mar da Galiléia, enquanto Gérasa e Gadara ficavam vários quilômetros a sudeste dele. Hipo, Gérasa e Gadara foram contados na Decápolis, um agrupamento informal de cidades greco-romanas ao sul da antiga cidade de Cesareia de Filipe.